# Distrito de San Juan de Miraflores
El distrito de San Juan de Miraflores es uno de los cuarenta y tres distritos que conforman la provincia de Lima, ubicada en el departamento homónimo, en el Perú. Limita al norte, con el distrito de Santiago de Surco; al noreste, con el distrito de La Molina; al este, con el distrito de Villa María del Triunfo; al sur, con el distrito de Villa El Salvador; al suroeste, con el distrito de Chorrillos; y al oeste, nuevamente con el distrito de Santiago de Surco.
En su ley de creación, se consignó como capital al entonces centro poblado de Ciudad de Dios; sin embargo, actualmente el distrito está totalmente urbanizado.
Es un distrito habitado por familias de nivel socioeconómico medio, medio bajo y bajo.

## Historia

### La batalla de San Juan
En medio de la invasión, Piérola dividió el Ejército de Línea en cuatro cuerpos. Cáceres tomó el comando del cuarto, integrado por 4500 hombres, y se concentró en San Juan. Cuyo punto, situó a sus tropas en los lugares más adecuados.
La noche del 12 de enero de 1881, un soldado chileno capturado informó que el ejército invasor se había movilizado en orden de batalla a las 16:00. A las 4:00 del día 13 de enero se escucharon tiros. Media hora después, el ejército chileno cargó sobre el ala derecha, defendida por el coronel, Lorenzo Iglesias. En ese momento, Piérola huyó hacia Chorrillos, y Cáceres asumió totalmente la dirección de la batalla, solicitando apoyo al coronel, Belisario Suárez, jefe de la reserva, no obstante, sin resultados.
Sin auxilio, el cuarto cuerpo del ejército combatió por tres horas con las tropas chilenas, sin embargo, la superioridad numérica de este era aplastante. Tras luchar con coraje, Cáceres ordenó la retirada camino a Barranco.
En el camino, el mariscal logró juntar un grupo de hombres y se dirigió a socorrer al coronel, Miguel Iglesias, quien peleaba en el Morro Solar de Chorrillos. Los peruanos lograron poner en fuga a una columna chilena; no obstante, recibieron la orden de dirigirse hacia Miraflores, siendo las 14:00 del 13 de enero.
Al caer la tarde, la batalla de San Juan había originado 10 mil bajas entre ambos ejércitos. Los chilenos, eufóricos con la victoria, saquearon e incendiaron el lujoso balneario de Chorrillos, asesinando civiles a su paso y haciendo caso omiso a las banderas neutrales.

### Nacimiento de Ciudad de Dios

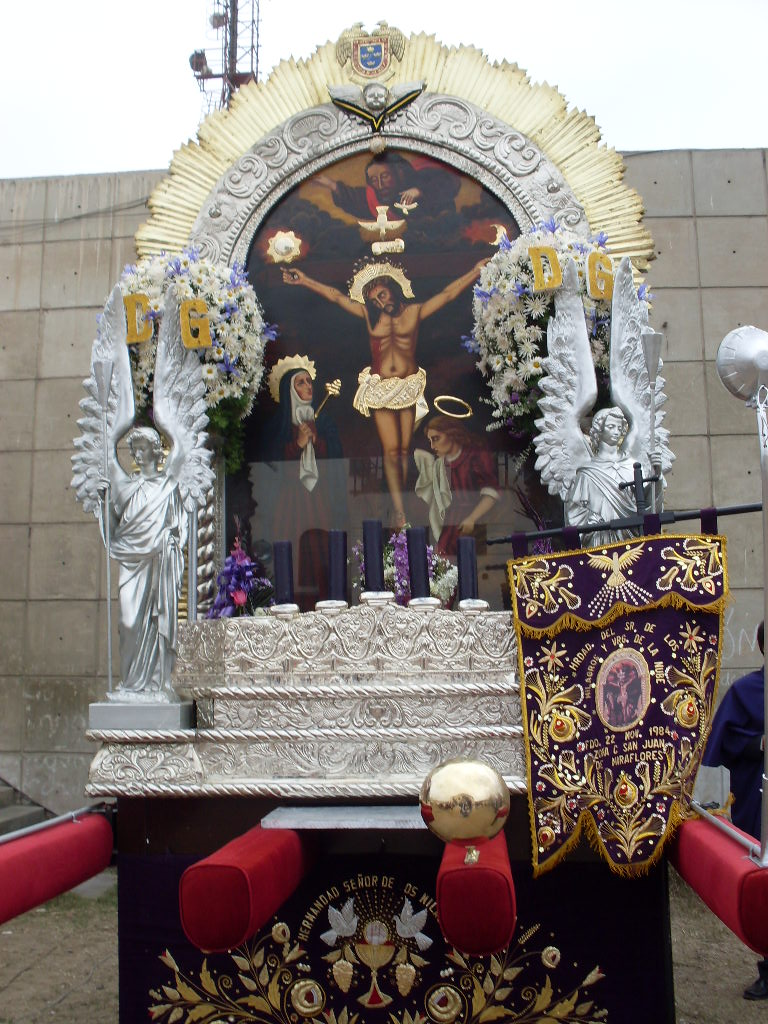
Hermandad del Señor de los Milagros, Zona C - San Juan de Miraflores.

A vísperas de la navidad de 1954, miles de familias provenientes de diversos distritos de Lima invadieron de manera multitudinaria lo que en su oportunidad se denominó los arenales de la barriada de Ciudad de Dios (luego denominado pueblo joven y hoy urbanización), en ese entonces, perteneciente al distrito de Santiago de Surco. El nombre "Ciudad de Dios", se debió en alusión a la fecha del nacimiento del niño Jesús, en ese entonces, gobernaba el general, Manuel Odría.
Se dice que la invasión de Ciudad de Dios fue gestada y organizada por los trabajadores en los talleres de los diarios La Prensa y Última Hora. Cuyos medios de ese entonces, eran propiedad de Pedro Beltrán, quien cuatro años más tarde, sería primer ministro de la administración de Manuel Prado Ugarteche. Quien, además, en su oportunidad, fomentó y publicitó la más grande invasión generada en América Latina, además que constituyó un fenómeno social, materia de análisis y estudios por los políticos y sociólogos de la época. Otra posible causa de la invasión, fue que los trabajadores de construcción de la época pasaban a diario por esas pampas utilizando la única carretera (hoy avenida Los Héroes) en dirección a Villa María del Triunfo o la Tablada de Lurín para llegar a las obras en el Campamento de Atocongo. Asimismo, en sus continuos viajes veían las pampas como una posibilidad de ser invadidas y así tener un terreno. Y así lo hicieron junto con mucha gente que no tenía donde vivir, siendo organizados por el señor, Carlos Augusto Huamán Espinoza. Quien más adelante, sería el dirigente que organizaría la entrega de viviendas construidas por el estado para estas familias.

### Poblamiento de Pamplona Alta
El 2 de enero de 1964, un incendio consumió gran parte de lo que se conocía como Tacora Motors. Debido a esto, el recientemente elegido alcalde de Lima, Luis Bedoya Reyes, ordenaría la reubicación de los damnificados hacia las llamadas Pampas de Pamplona. Con ayuda de camiones portatropa y ante la negativa de varios damnificados, se dio inicio al éxodo. Es así, que el lunes 6 de enero de 1964, llegarían los primeros pobladores a lo que después sería reconocida como la zona de Pamplona Alta. Siendo sus primeros sectores: 28 de Mayo y Nuevo Horizonte. La expansión de Pamplona Alta, se da desde sus límites con el distrito de Santiago de Surco hasta sus límites con los distritos de La Molina y Villa María del Triunfo. 

### Creación del distrito

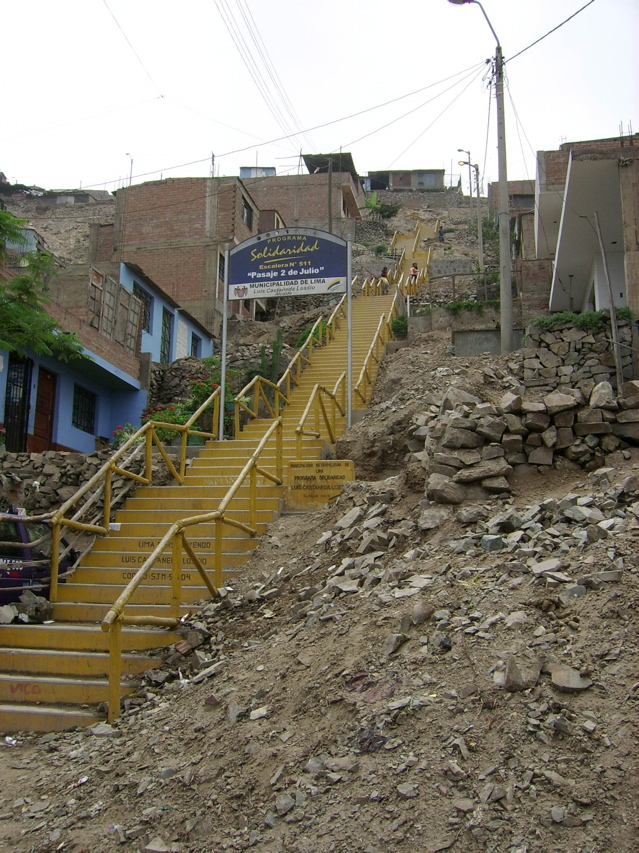
Escalera en Pamplona Alta.

Once años después de la invasión de Ciudad de Dios, en el primer gobierno del presidente, Fernando Belaúnde, el 12 de enero de 1965, un día antes de la conmemoración de la batalla de San Juan, fue promulgada la Ley N.º 15382 que crea el distrito de San Juan de Miraflores, siendo su capital el centro poblado Ciudad de Dios. El nuevo distrito se segrega de Santiago de Surco y Villa María del Triunfo. Según el artículo número 2 de la ley, el distrito también conforma a los centros poblados de Pamplona Baja, Pamplona Alta y San Juan. En esta misma ley, también figuran los límites del naciente distrito.
Otro hecho trascendental en el distrito, fue lo ocurrido en la madrugada del 13 de octubre de 1983, y que fuera denominada como toma de posesión de terrenos. Que a diferencia de cualquier invasión, las personas que tomaron los terrenos, que en su oportunidad pertenecería a la Asociación Civil Ciudad de los Niños, lo hicieron amparados por una Resolución Municipal emitida por el burgomaestre distrital, de ese entonces, Alfredo Moscoso San Miguel. Algunos aducían, que esta era una irrita norma legal carente de valor, algunos otros se aferraban a que dicha norma había sido emitido por un representante del Estado. Por lo tanto, el estado en sí, se convertía en paradigma de buena fe de dicha norma. Lo que motivó un largo proceso judicial, involucrando en ello, a los primigenios dirigentes de la entonces Asociación República Federal Alemana, y que a la postre significaría que miles de familias de este sector de San Juan cuenten con una vivienda.

## Geografía y límites distritales

### Ubicación
El distrito de San Juan de Miraflores está ubicado en Lima Sur. Cuenta con una superficie de 23.98 km² y su altitud media es de 141 m s.n.m.

### Límites
Limita al norte, con el distrito de Santiago de Surco, por medio de las calles urbanización Magisterial 6 de Julio y Las Magnolias, el jirón Los Geranios y la calle Daniel Garcés. Enseguida, el límite parte mediante la avenida Agustín La Rosa Lozano, la calle El Mirador y el cerro San Francisco (que lo divide de Las Casuarinas). Luego, colinda al noreste, con el distrito de La Molina, igualmente a través del cerro San Francisco. 
Después, limita al este, con el distrito de Villa María del Triunfo, por medio de los cerros Puquio y Mina. Enseguida, el límite parte mediante la calle San José, la avenida Salvador Allende, la calle Huamachuco y la avenida 1. Seguidamente, el límite atraviesa la Prolongación Guillermo Billinghurt, la calle Las Magnolias y el cerro Papa. 
Posteriormente, colinda al sur, con el distrito de Villa El Salvador, igualmente por medio del cerro Papa, la avenida Mateo Pumacahua y la carretera Panamericana Sur. Seguidamente, limita al suroeste, con el distrito de Chorrillos, mediante las avenidas 6 de Agosto y Parque Zonal. Después, el límite atraviesa la calle Juan José Salas Bernales, las avenidas Los Próceres y Los Eucaliptos, y el cerro Viva El Perú. 
Finalmente, colinda al oeste, nuevamente con el distrito de Santiago de Surco, igualmente por medio del cerro Viva El Perú, los jirones Los Herrerillos y Alcides Vigo Hurtado. Enseguida, el límite parte mediante las calles 4 y Los Claveles, y el jirón José Gabriel Aguilar Segura. Después, el límite atraviesa la avenida Paseo de la República y la carretera Panamericana Sur. 
Estos límites, así como los de la gran mayoría de distritos de Lima, presentan una gran deficiencia en la demarcación territorial, según el Instituto Metropolitano de Planificación (IMP).
El 25 de octubre de 2012, los distritos de Santiago de Surco y San Juan de Miraflores se pusieron de acuerdo para poner fin al conflicto limítrofe que tuvieron por 47 años, mediante una ceremonia de ratificación de acuerdo de límites territoriales, presidida por el entonces presidente del Consejo de Ministros, Juan Jiménez Mayor. Según el acuerdo, las urbanizaciones La Inmaculada, Reporteros Gráficos, San Ignacio de Monterrico, Prolongación Morro Solar, Próceres, Precursores, Viñedos, Honor y Lealtad, y Rodrigo Franco quedaron en la jurisdicción de Santiago de Surco; mientras que, los asentamientos humanos que estuvieron bajo la administración de la Municipalidad de San Juan de Miraflores, quedaron dentro de sus límites distritales. De este acuerdo, se derivó la Ley N.º 30058, publicado el 5 de julio de 2013, la cual delimita territorialmente ambos distritos.
El 20 de septiembre de 2014, se publicó la Ley N.º 30241, la cual establece oficialmente los límites distritales entre San Juan de Miraflores y Villa El Salvador. De acuerdo con la ley, la barrera limítrofe se inicia en la intersección de las avenidas Mateo Pumacahua y Mariano Pastor Sevilla, y sigue hacia el este, a través de la calle 5 de junio hasta el cruce con Astro Rey. El límite territorial prosigue en dirección hacia el norte hasta el cruce con la avenida Bello Horizonte y continua por el eje de esta última vía hasta cruzar con la calle Las Azucenas, es ahí donde prosigue hacia el este hasta llegar al pasaje Las Praderas en la cumbre del cerro Papa.
| Noroeste: Distrito de Santiago de Surco | Norte: Distrito de Santiago de Surco | Nordeste: Distrito de La Molina              |
| Oeste: Distrito de Santiago de Surco    |                                      | Este: Distrito de Villa María del Triunfo    |
| Suroeste: Distrito de Chorrillos        | Sur: Distrito de Villa El Salvador   | Sureste: Distrito de Villa María del Triunfo |

## Hitos y estructura urbana
La historia y el crecimiento urbano en San Juan de Miraflores se han dado de manera paulatina, que ha quedado marcado en seis zonas. Esto, según la Ordenanza N.º 1018-MML, publicada el 11 de julio de 2007 por la Municipalidad de Lima.
El distrito de San Juan de Miraflores tiene seis zonas claramente identificadas:
- Zona N° 1 o Pamplona Alta: se ubica al norte del distrito. Comprende, de norte a sur, desde el cerro San Francisco hasta las avenidas Agustín La Rosa Lozano - Salvador Allende. Destacan los espacios urbanos de San Luis, 28 de Julio, El Brillantes, Malvinas, Alfonso Ugarte, Miguel Grau, Leoncio Prado, Nazareno, San Francisco de la Cruz, Buenos Milagros, Los Laureles, Virgen del Buen Paso, Ollantay, Rinconada, Nueva Rinconada,[14] entre otras. Asimismo, históricamente, la zona norte de Pamplona Alta fue reconocida como un lugar de lomas. Recientemente, se le está dando ese reconocimiento a nivel jurídico. Limita al oeste y norte con el distrito de Santiago de Surco. Al noreste, con el distrito de La Molina. Y al este, con el distrito de Villa María del Triunfo.
- Zona N° 2 o Pamplona Baja: se ubica al centro del distrito. Está constituido por una franja que corre paralelamente entre las avenidas Defensores de Lima y Los Héroes. En este sector, se establecen las urbanizaciones de Pamplona Baja, San Juanito, Arenal San Juan, La Gloria, 13 de Enero, Andrés Avelino Cáceres, y las zonas A y K de Ciudad de Dios. Además, se ubica el centro comercial Open Plaza Atocongo. Cabe señalar, que según la Ley N.° 15382, la capital del distrito se encuentra en esta zona. Su denominación completa es Urbanización Popular Ciudad de Dios, la cual se organiza internamente en las zonas A y K. Los módulos de vivienda fueron entregados (mediante venta) en 1958. Limita al oeste, con el distrito de Santiago de Surco, y al este, con el distrito de Villa María del Triunfo.
- Zona N° 3 o Zona Urbana: es la zona moderna y mejor consolidada del distrito. Comprende las urbanizaciones de San Juan (organizadas en zona A, B, C, D, E1 y E2), Entel, Fonavi, etc. Asimismo, se ubica el centro comercial Mall del Sur. Limita al oeste, con el distrito de Santiago de Surco.
- Zona N° 4 o María Auxiliadora: se encuentra ubicado al este del distrito. Es de terreno arenoso y salitroso, empezando en la avenida Miguel Iglesias hacia la izquierda. Esta zona se caracteriza por poseer al Hospital María Auxiliadora. Cuenta con 16 establecimientos urbanos, entre ellos Martín de San Juan. Limita al este, con el distrito de Villa María del Triunfo.
- Zona N° 5 o Pampas de San Juan: está ubicada al sur del distrito. Abarca una extensión aproximada de 350 hectáreas de terrenos accidentados, y eriazos de consistencia arenosa y salitrosa. Allí se encuentran la zona industrial. Cuenta con 46 asentamientos urbanos, entre los que destacan: Fortaleza, Trebo Azul, Felipe Alva y Alva, La Ciudad de los Niños y el Parque Zonal Huayna Cápac. Adicionalmente, se ubica la conocida Ciudad de los Niños de la Inmaculada, fundada en 1955, por el hermano Franciscano Capuchino Francisco Minasso de la Riva Ligure, conocido como el "Padre Iluminato", quien recogía a niños abandonados de la calle. Limita al este, con el distrito de Villa María del Triunfo, y al sur, con el distrito de Villa El Salvador.[15]
- Zona N° 6 o Panamericana Sur: se encuentra al suroeste del distrito. Abarca la franja derecha que corre paralela a la carretera Panamericana Sur, en una extensión aproximada de 6 kilómetros, desde el Puente Amauta hasta el kilómetro 18 de la carretera Panamericana Sur. Cuenta con 50 asentamientos urbanos, entre los que destacan: Umamarca, Las Américas, Los Eucaliptos, Las Dunas, etc. Limita al norte, con el distrito de Santiago de Surco, y al oeste, con el distrito de Chorrillos.

Se habla de una Zona N° 7, correspondiente a la urbanización Monterrico Sur y otras zonas limítrofes con el distrito de Santiago de Surco. Cabe resaltar, que el distrito de San Juan de Miraflores desde su existencia jurídico-político, al oeste limitaba con la avenida ahora conocida como Caminos del Inca. Esto suele ser uno de los motivos para buscar una solución del diferendo limítrofe entre las autoridades de ambos distritos.

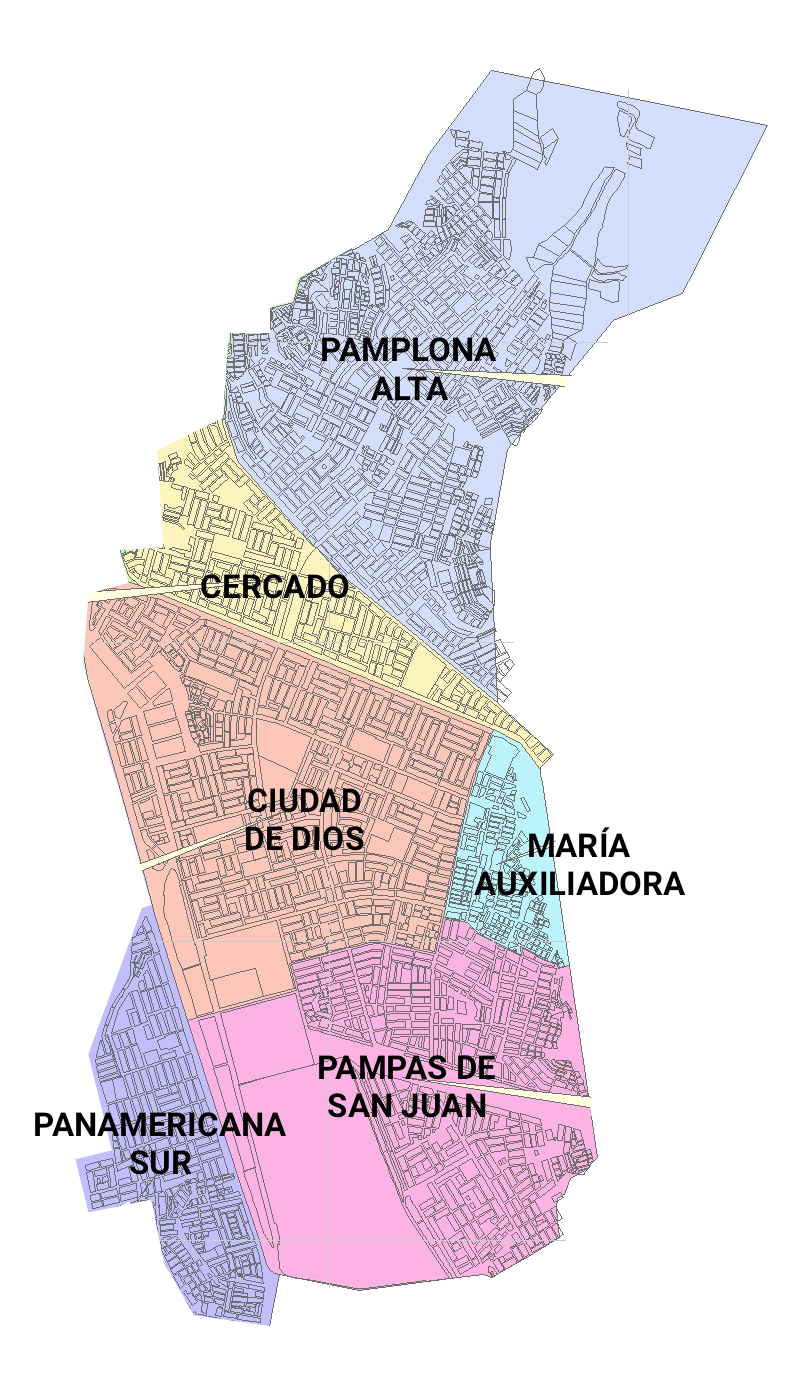
Mapa y zonas del distrito de San Juan de Miraflores.

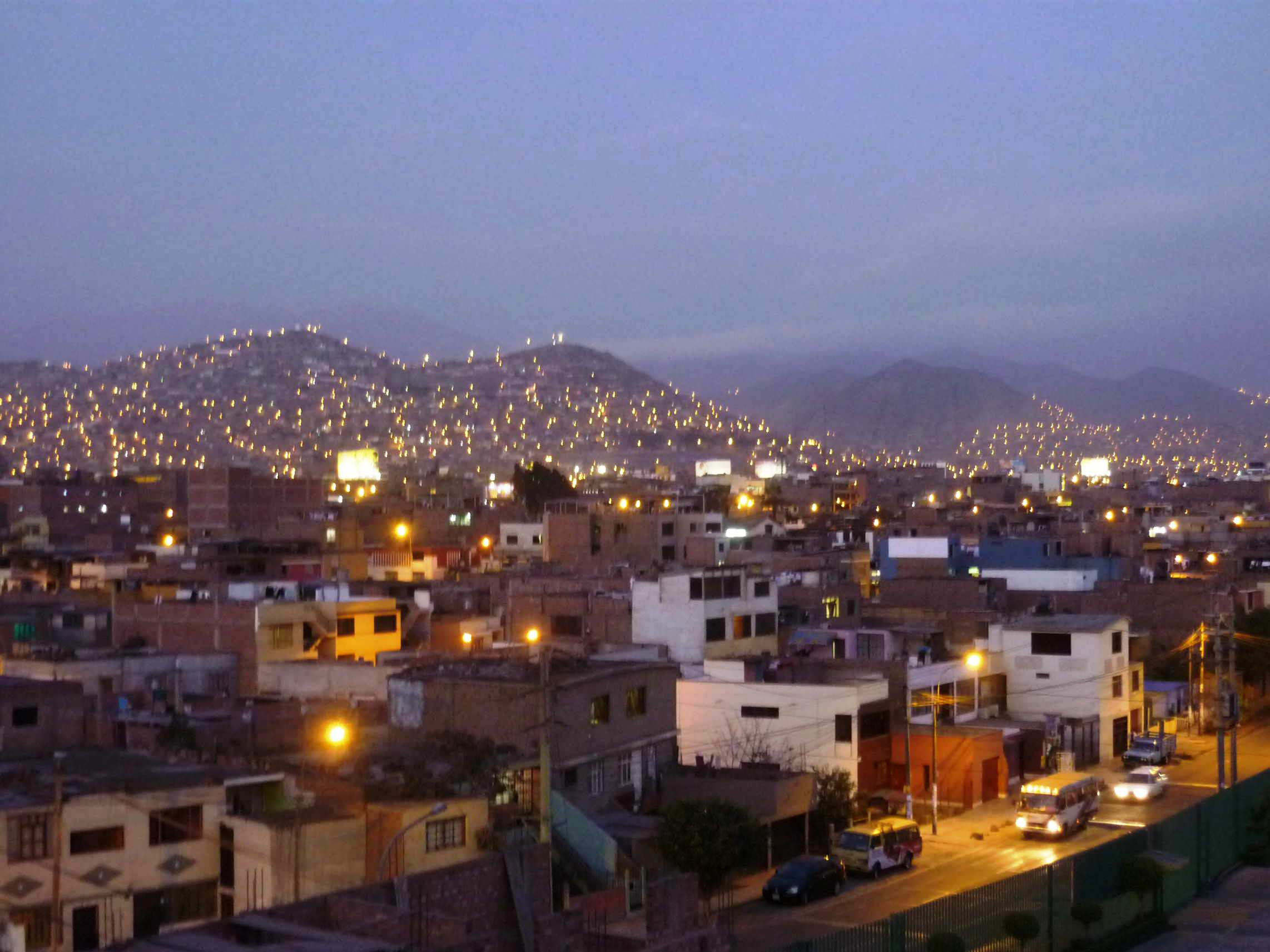
El distrito de San Juan de Miraflores de noche.

### Urbanizaciones
- Urb. 13 de Octubre
- Urb. Alemania federal
- Urb. América
- Urb. Ciudad de Dios (zona A y K)
- Urb. El Amauta
- Urb. El Pacífico
- Urb. Entel
- Urb. Fortaleza
- Urb. José Olaya
- Urb. Las Violetas
- Urb. María Auxiliadora
- Urb. Mártires de San Juan de Miraflores
- Urb. Pamplona Alta
- Urb. Pamplona Baja
- Urb. El Arenal San Juan
- Urb. Andrés Avelino Cáceres
- Urb. La Gloria
- Urb.13 de Enero
- Urb. R. Democrática Alemana
- Urb. Santa Úrsula
- Urb. Trébol Azul
- Urb. Umamarca
- Urb. San Juan Zona A
- Urb. San Juan Zona B
- Urb. San Juan Zona C
- Urb. San Juan Zona D
- Urb. San Juan Zona E1 y E2
- Urb. Villa Solidaridad

## Educación
El distrito de San Juan de Miraflores cuenta con muchas instituciones educativas, como:
Educación básica
- I.E. Emblemática San Juan
- I.E. 6151 San Luis Gonzaga
- I.E. 7062 Naciones Unidas
- I.E. 7221 La Rinconada
- I.E 7087 El Nazareno
- I.E.P. Manuel Ramírez Barinaga - Marístas
- I.E. Ollantay
- I.E. Inca Pachacútec
- I.E. Andrés Avelino Cáceres
- I.E. Mariscal Ramón Castilla
- I.E. Antonio Raimondi
- I.E. Javier Heraud
- I.E. Julío César Escóbar
- I.E. José Antonio Encinas Franco
- I.E. Monte Cármelo
- I.E. Jorge Basádre
- I.E. María Reiche
- I.E. César Vállejo
- I.E. Dolores Cavero de Grau
- I.E. Héroes de San Juan
- I.E. 7079 Ramiro Prialé
- I.E. 7074 La Inmaculada
- I.E. Leoncio Prado
- I.E. Toribio Seminario
- I.E. 7219 Aristóteles
- I.E. Fe y Alegría N.º 3
- I.E. Fe y Alegría N.º 65
- I.E. 7100 República Alemana
- I.E.P Fermín Tangüis
- I.E.P. Rosario del Solar
- I.E.P. Rosa de Santa María
- I.E.P 7062 Naciones Unidas
- I.E.P. Nuestra Señora de la Asunción
- I.E.P. Prolog
- I.E.P. Andrés Bello
- I.E.P. Sofía Víctoria
- I.E.P. San Marcos
- I.E.P. Reynaldo de Vivanco
- I.E.P. Niño Jesús
- I.E.P. Pascual Saco Oliveros
- I.E.P. Miguel Grau
- I.E.P. Cosmos
- I.E.P. Leonard Euler
- I.E.P. Santo Tomás de Aquino
- I.E.P. Rvdo. Hno. Gastón María
- I.E.P. L' Hermitage
- I.E.P. Luz y Esperanza
- I.E.P. Santa Rita
- I.E.P. César Canevaro
- I.E.P.G.P Jesús Niño

Educación superior
- SENATI - San Juan de Miraflores
- Instituto SISE - San Juan de Miraflores
- Instituto IDAT - San Juan de Miraflores
- Instituto CICEX / CESCA - San Juan de Miraflores
- Instituto Arzobispo Loayza - San Juan de Miraflores
- Instituto Norbert Wiener
- Instituto Educación Superior Privado "Latino"
- Instituto de Educación Superior Tecnológico Público "Fe y Alegría 75"
- Instituto de Educación Superior Tecnológico Público "Gilda Ballivian Rosado"

## Demografía
En 2023, San Juan de Miraflores obtuvo 430 772 habitantes. Según su ingreso per cápita del hogar hecho por la INEI, el distrito está conformado por un 22 % de familias pertenecientes a un nivel socioeconómico medio alto, ubicadas en las urbanizaciones de Entel, Fonavi y las zonas aledañas al Mall del Sur. Un 31 % habitado por familias pertenecientes a un nivel socioeconómico medio. Un 38 % por hogares situados en un nivel socioeconómico medio bajo. Y finalmente, un 9 % de hogares pertenecientes a un nivel socioeconómico bajo, donde también se encuentra la pobreza y/o pobreza extrema.

## Autoridades

### Municipales
| Cargo     | Autoridad electa                         | Partido político | Partido político         |
| --------- | ---------------------------------------- | ---------------- | ------------------------ |
| Alcaldesa | Delia Nelly Castro Pichihua              |                  | Alianza para el Progreso |
| Regidor   | Daniel Ignacio Dionicio Pino             |                  | Alianza para el Progreso |
| Regidora  | Ada Milagros Escobal Moya                |                  | Alianza para el Progreso |
| Regidor   | Luis Miguel Rodriguez Morales            |                  | Alianza para el Progreso |
| Regidora  | Sandy Lily Gardeña Torres                |                  | Alianza para el Progreso |
| Regidor   | Renee Huamán Quispe                      |                  | Alianza para el Progreso |
| Regidora  | Andrea Isabel Huamaní Anancusi           |                  | Alianza para el Progreso |
| Regidor   | Pedro Alessandro Clostre Navarro         |                  | Alianza para el Progreso |
| Regidora  | María Mercedes Godos Esteves             |                  | Alianza para el Progreso |
| Regidor   | Felipe Soncco Mendoza                    |                  | Renovación Popular       |
| Regidora  | Andrea Paola Cossio Arellano             |                  | Renovación Popular       |
| Regidor   | Diego Alfredo Junior Lerzundi Exaltacion |                  | Podemos Perú             |
| Regidor   | Héctor Rolando Gadea Guillen             |                  | Frente de la Esperanza   |
| Regidor   | José Luis Garcia Ormaeche                |                  | Avanza País              |

### Comisarías de San Juan de Miraflores
- Comisaría PNP Pamplona 1
- Comisaría PNP Pamplona Alta 2
- Comisaría PNP San Juan de Miraflores
- Comisaría PNP Laderas de Villa
- Comisaría PNP Mateo Pumacahua: ubicada en el distrito de Chorrillos.
- Comisaría PNP Sagitario: ubicada en el distrito de Santiago de Surco.

Unidades de la Policía Nacional del Perú:
- Protección de Carreteras PNP - DIRPRCAR
- Jefatura Distrital de Policía San Juan de Miraflores (DIVTER S2).

## Transporte

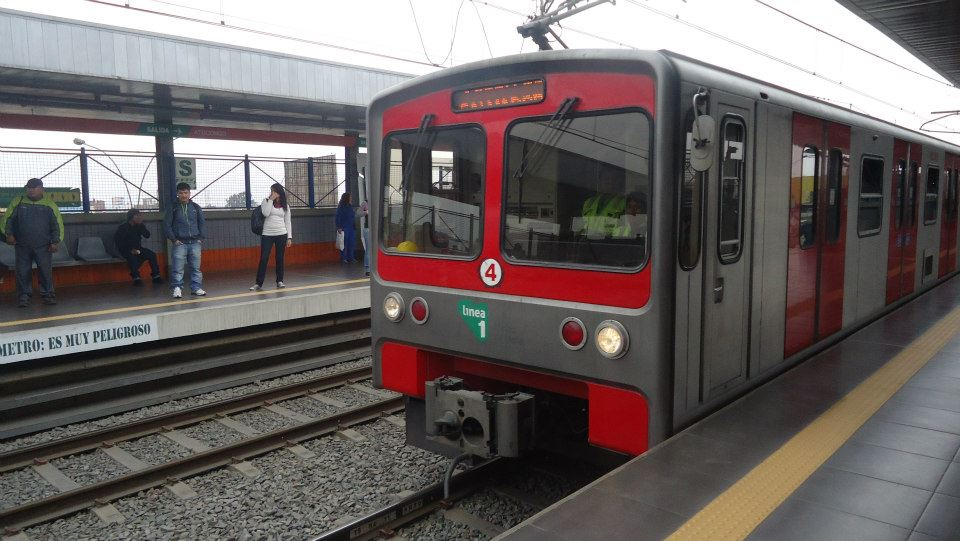
Estación Atocongo en San Juan de Miraflores.

Entre los medios de transporte público más comunes en el distrito se tienen las mototaxi, los taxis y el transporte público urbano. Asimismo, circula en el distrito, la ruta alimentadora sur AS-07 América del Metropolitano.

### Metro de Lima
El distrito se halla servido por tres estaciones de la línea 1 del Metro de Lima: Atocongo, San Juan y María Auxiliadora. Las primeras dos, ubicadas en la avenida Los Héroes, en el cruce de las avenidas Antonio Buckingham y César Canevaro; mientras que, la tercera se ubica en el cruce de las avenidas Pachacútec y 1. Asimismo, la estación Atocongo se interconectará con la línea 3 del Metro de Lima.

## Atractivos turísticos

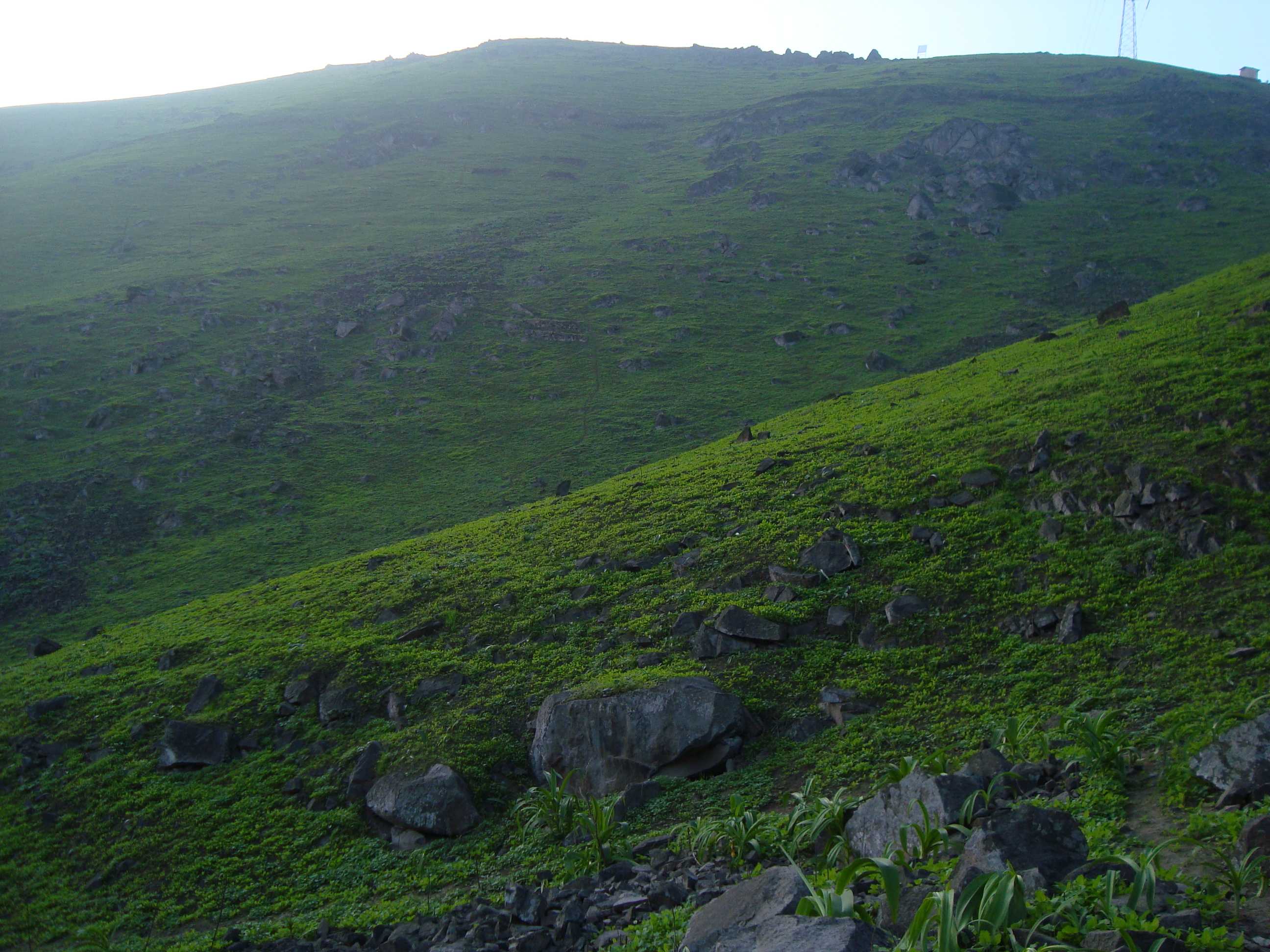
Lomas de Pamplona.

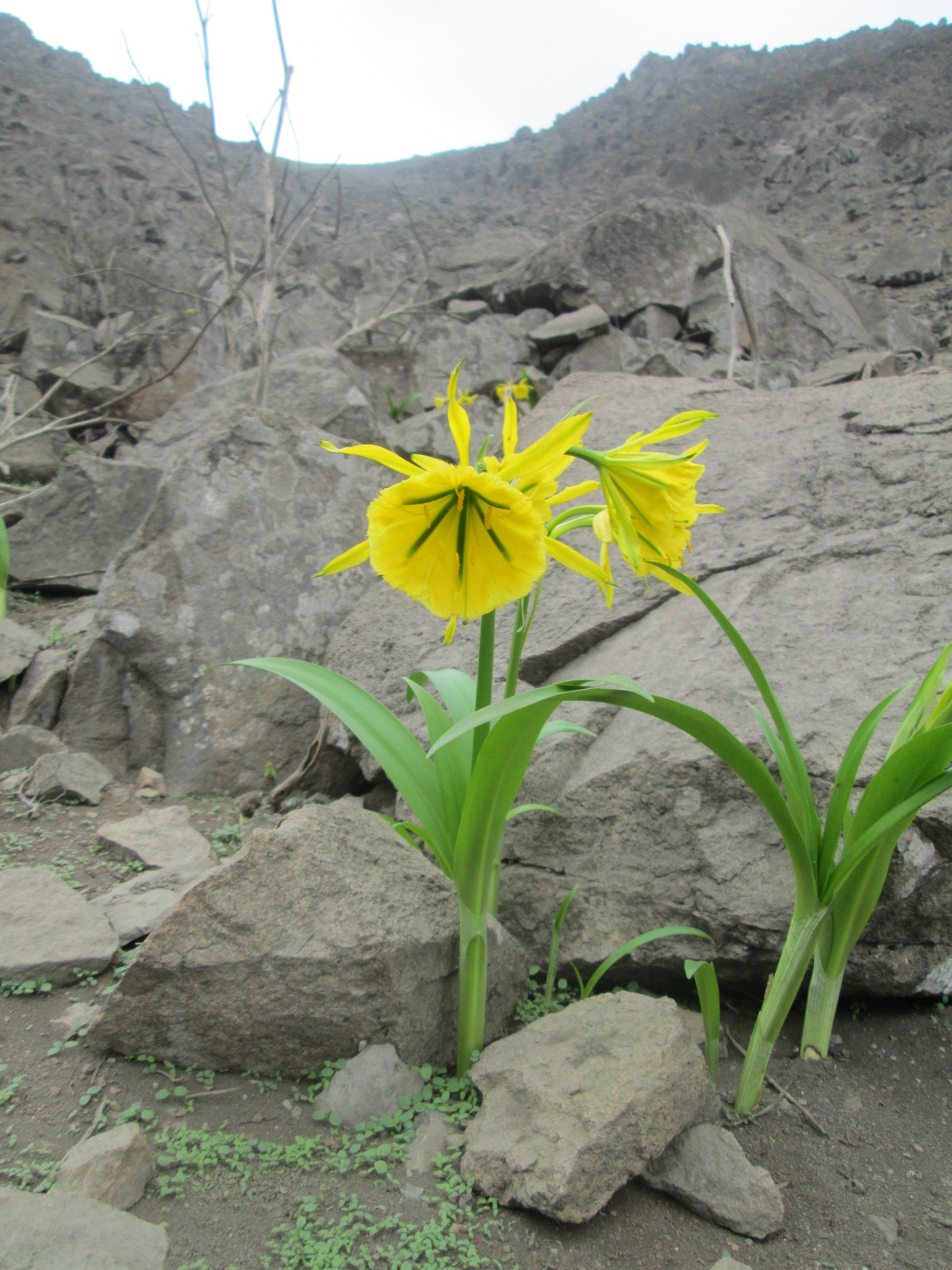
Flor de Amancaes (Ismene amancaes).

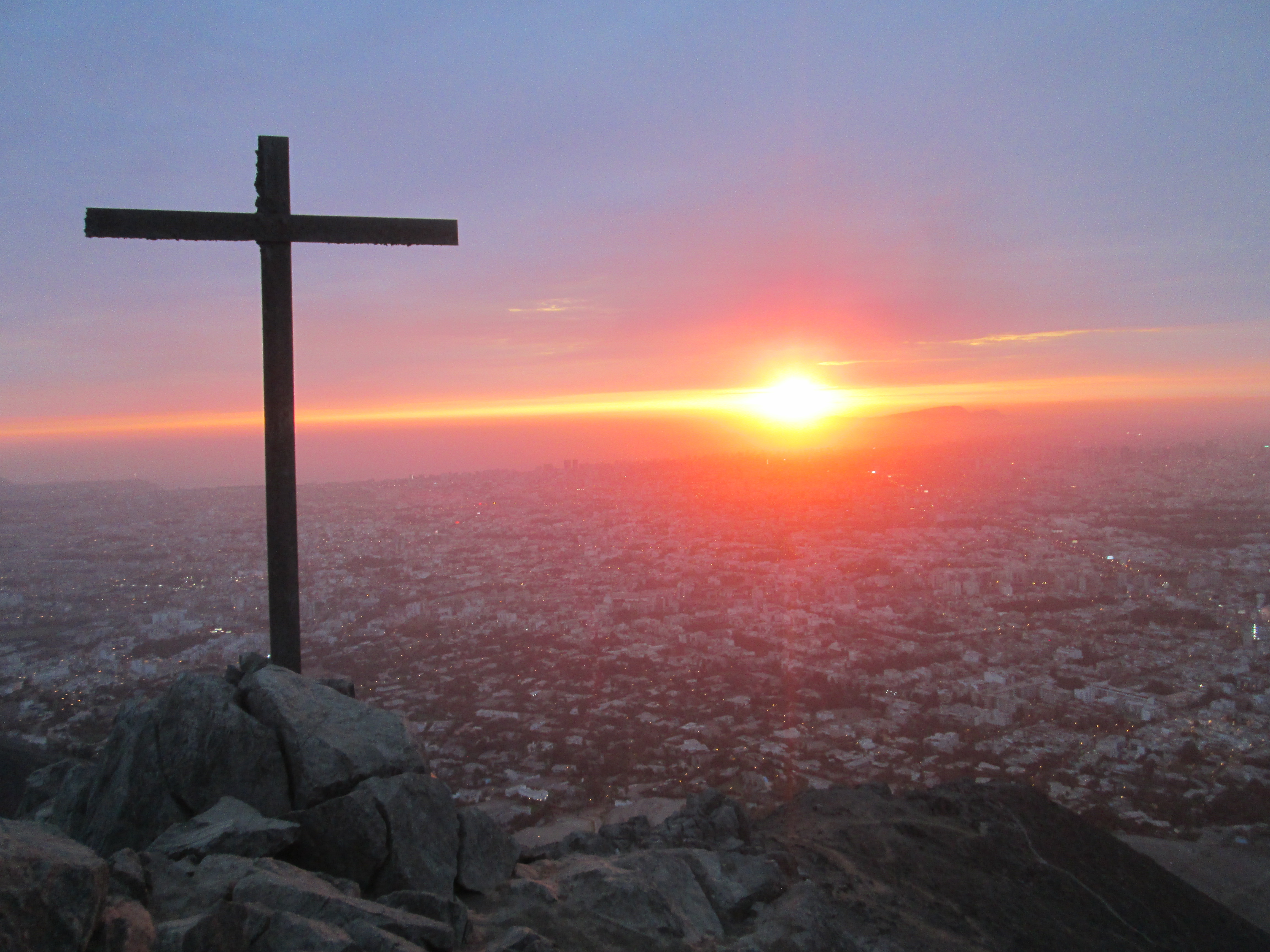
Una impresionante vista de Lima, desde lo alto de las Lomas de Pamplona.

El distrito cuenta con restaurantes de primer nivel, un moderno palacio municipal, y una plaza de armas, considerada como una de las mejores de Lima Sur. Asimismo, San Juan de Miraflores presenta un «Skateplaza», inaugurado el 18 de noviembre de 2014, gracias a la ayuda del exbiker, Peter Henninseng. Además, cuenta con el renovado Parque Zonal "Huayna Cápac". Ciudad de Dios es la zona con mayor movimiento comercial de Lima Sur, por las características de su variada oferta y diversidad de productos. Durante años, ha sido el proveedor de esta área de la ciudad, donde cuenta con el Mercado Cooperativo de Ciudad de Dios, fundado el 14 de abril de 1966, considerado como uno de los mercados más grandes de América Latina.
En 2019, se iniciaron las caminatas de ascenso a las Lomas de Pamplona, ubicadas en la parte alta del conjunto de asentamientos humanos La Nueva Rinconada, con el fin de poner en valor este espacio natural y dar a conocer la importancia de su conservación. Partiendo de una iniciativa colectiva, se hicieron visitas guiadas durante la temporada húmeda del 2019 y la temporada seca del 2020 a los miles de visitantes que llegaron a conocer uno de los ecosistemas frágiles más importantes que tiene el Perú, y que forma parte de las lomas costeras. 
Entre la flora presente, en las Lomas de Pamplona destacan especies como la flor de Amancaes (Ismene amancaes), begonia de las rocas (Begonia geraniifolia), begonia de ocho pétalos (Begonia octopetala), oreja de ratón (Commelina fasciculata), mito o papaya silvestre (Vasconcellea candicans) y muchas otras especies tanto de flora como de fauna silvestre.  
Durante los meses de verano, las lomas se convierten en un mirador natural y se pueden tener vistas impresionantes de la ciudad de Lima, además de disfrutar de hermosos atardeceres. Las Lomas de Pamplona es considerada como el pulmón natural del distrito de San Juan de Miraflores, donde se están haciendo esfuerzos a nivel municipal y de la ciudadanía organizada para garantizar su conservación. 

### Centros de esparcimiento
Se encuentran los centros comerciales "Open Plaza Atocongo" y "Mall del Sur", donde se encuentran diversos restaurantes, tiendas por departamentos y un supermercado Tottus, ambos ubicados cerca al cruce de la carretera Panamericana Sur y la avenida Los Héroes (punto conocido como el puente Atocongo).

## Festividades
- 1 de enero: año nuevo.
- 13 de enero: aniversario del distrito.
- 18 de enero: aniversario de Lima.
- 28 de julio: Independencia del Perú.
- 18 de octubre: Señor de los Milagros.
- 25 de diciembre: navidad y fundación de Ciudad de Dios.